# تاریخ خونین شینسنگومی
تاریخ خونین شینسنگومی یا شینسنگومی کپّو روکو (به ژاپنی: 新選組血風録 Shinsengumi Keppūroku)، یک مجموعه تلویزیون ژاپنی در سبک جیدایگکی یا درام دوره ای است که در سال‌های ۱۹۶۵ و ۱۹۹۸ پخش شد. این فیلم بر اساس رمان ریوتارو شیبا با همین عنوان و موئه‌یو کن است که داستان‌های شینسنگومی را به تصویر می‌کشد.

## خلاصه داستان
ورود کشتی‌های سیاه متیو پری، ژاپن را از ۳۰۰ سال انزوای جهانی بیدار می‌کند. مردان چشم خود را به فراتر از ژاپن دوخته‌اند و خواستار تغییر در جامعه می‌شوند. قدیمی‌ها با جدیدها در تضاد هستند و بدین ترتیب عصری از آشفتگی آغاز می‌شود. در میان این آشفتگی، گروهی به روش‌های قدیمی وفادار می‌مانند و جان خود را برای حفظ سیستم سنتی شوگون‌ها به خطر می‌اندازند. شینسنگومی به رهبری کاپیتان کاریزماتیک خود، کوندو ایسامی، از اصول شرافت سامورایی‌ها حمایت می‌کنند. داستان‌های فراوانی از شاهکارهای مردانی مانند کوندو، هیجیکاتا توشیزو و سوجی اوکیتا نقل شده است. به‌طور کلی، شور و شکوه این مردانی که در این دوران پرآشوب تاریخ ژاپن زندگی می‌کردند، بررسی می‌شود.